# Mieczysław Całka
Mieczysław Całka (ur. 25 września 1935 w Katowicach. zm. 8 września 2003 w Zabrzu) – polski aktor teatralny i filmowy.

## Życiorys
W 1963 roku zdał eksternistyczny egzamin aktorski. Był członkiem zespołów teatralnych: Estrady Śląskieh (1956–1959), Teatru Polskiego w Bielsku-Białej (1967–1917), natomiast większość kariery scenicznej spędził na deskach Teatru Nowego w Zabrzu, gdzie grał w latach 1959–1967 oraz 1971–1991. Ponadto wystąpił w dwóch spektaklach Teatru Telewizji (1974, 1979) oraz czterech audycjach Teatru Polskiego Radia (1978–1980).

### Nagrody i odznaczenia
- 1980 - Złota Odznaka „Zasłużony dla Województwa Katowickiego”
- 1984 - Złoty Krzyż Zasługi
- 1987 - Złota Maska za role Nieśmiałowskiego w przedstawieniu "Klub Kawalerów" Michała Bałuckiego

## Filmografia
- Sól ziemi czarnej (1969) – powstaniec
- Ptaki, ptakom... (1976) – SA-man
- Jest mi lekko (1982) – zawiadowca stacji
- Dom (1982) – brygadzista (odc. 8)
- Blisko, coraz bliżej (1982) – odc. 1–5
- Magnat (1986)
- Biała wizytówka (1986) – górnik Szreter (odc. 1–4)
- Rodzina Kanderów (1988) – odc. 11
- Kornblumenblau (1988)